# Oscar Polk
Oscar Polk (25 de diciembre de 1899 - 4 de enero de 1949) fue un actor estadounidense. Interpretó al sirviente Pork en la película Lo que el viento se llevó (1939).

## Carrera
Su escena más memorable en esa película se produce cuando Pork le revela a Scarlett O'Hara, interpretada por Vivien Leigh, que los impuestos a la propiedad atrasados de Tara son 300 dólares. Estaba casado con Ivy V. Polk (de soltera Ivy Parsons), quien también tuvo un papel no acreditado en Lo que el viento se llevó. Juntos tuvieron un hijo, Oscar Polk Jr.
El 4 de enero de 1949, Oscar Polk fue atropellado fatalmente por un taxi cuando se bajaba de la acera en Times Square en la ciudad de Nueva York, diez días después de cumplir 49 años. En el momento de su muerte, estaba previsto que tuviera un papel importante en la obra Leading Lady, y fue reemplazado por Ossie Davis. Está enterrado en el cementerio Mount Olivet, Maspeth, Long Island, Nueva York.

## Créditos de teatro

### Broadway
- The Trial of Mary Dugan (1927)
- Once in a Lifetime (1930)
- Both Your Houses (1933)
- The Green Pastures (1935)
- You Can't Take It with You (1936)
- Swingin' The Dream (1939), una adaptación musical de swing de A Midsummer Night's Dream.
- Sunny River (1942)
- The Walking Gentleman (1942)
- Dark Eyes (1943)

### Otros créditos escénicos
- Horses Are Like That (1943)
- Bigger Than Barnum (1946)
- The Magnificent Heel (1946)

## Filmografía
| Año  | Título de la película     | Papel                      | Notas                        |
| ---- | ------------------------- | -------------------------- | ---------------------------- |
| 1935 | It's a Great Life         | Lazy Bones                 |                              |
| 1936 | The Green Pastures        | Gabriel                    |                              |
| 1937 | Underworld                | Sam Brown                  |                              |
| 1939 | Big Town Czar             | Arthur, Harlem Numbers Man | sin créditos                 |
| 1939 | Lo que el viento se llevó | Pork - House Servant       |                              |
| 1940 | The Notorious Elinor Lee  | Blakely                    |                              |
| 1941 | Birth of the Blues        | Man in Jail                | sin créditos                 |
| 1942 | Reap the Wild Wind        | Salt Meat                  |                              |
| 1942 | White Cargo               | Umeela                     |                              |
| 1943 | Cabin in the Sky          | The Deacon / Fleetfoot     | (papel final de la película) |